# Roy E. Disney
Roy Edward Disney (10. januar 1930 – 16. december 2009) seniorleder i Disney-koncernen, som hans far Roy O. Disney og onkel Walt Disney grundlagde i 1923.